# ريتشل كورن
ريتشل كورن (بالبولندية: Rachela Korn)‏ هي مؤلفة وكاتِبة وشاعرة كندية وبولندية، ولدت في 15 يناير 1898 في Pidliski ‏ في أوكرانيا، وتوفيت في 9 سبتمبر 1982 في مونتريال في كندا.

## وصلات خارجية
- ريتشل كورن على موقع ميوزك برينز (الإنجليزية)